# Ngami

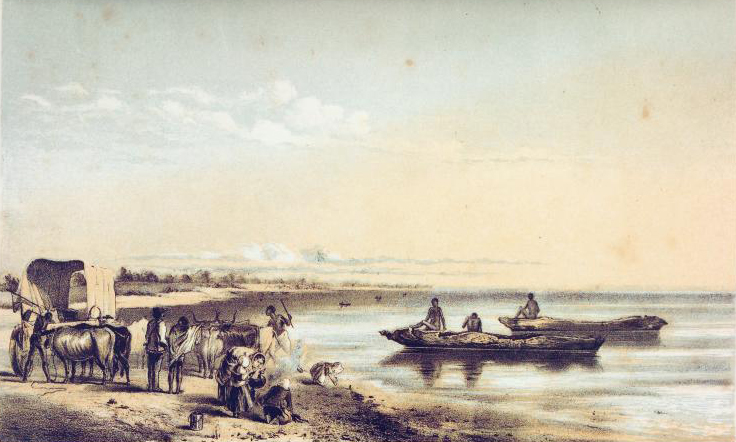
Nagami år 1857.

Ngami är en fiskrik träsksjö i Botswana, i den norra delen av Kalahariöknen. Sjön är endorheisk (saknar utlopp till havet) och ligger 932 meter över havet, söder om Okavangodeltat, som den får en viss mängd vatten från. Den har en yta på cirka 500 km², men med mycket fluktuerande vattenstånd.
Ngami besöktes av David Livingstone 1849, och beskrevs utförligt i Europa av bland andra Charles Andersson på 1850-talet.
Närmsta större stad är Maun. Sjön gav namn åt det tidigare distriktet Ngamiland, i dag en del av distriktet North-West.